# 富蘭克林鎮區 (阿肯色州格蘭特縣)
富蘭克林鎮區（英語：Franklin Township）是位於美國阿肯色州格蘭特縣的一個行政鎮區。

## 地方資料
富蘭克林鎮區的面積為85.73平方千米，當中陸地面積為85.64平方千米，而水域面積為0.09平方千米。根據2010年美國人口普查的數據，當地共有人口294人，而人口密度為每平方千米3.43人。